# Japhet Kipyegon Korir
Japhet Kipyegon Korir (ur. 30 czerwca 1993 w Kericho) – kenijski lekkoatleta specjalizujący się w biegach długich.
Trzykrotnie startował w mistrzostwach świata w przełajach zdobywając 5 medali (w tym trzy złote). 

## Osiągnięcia
| Rok  | Impreza                                   | Miejsce   | Konkurencja      | Lokata     | Wynik      |
| ---- | ----------------------------------------- | --------- | ---------------- | ---------- | ---------- |
| 2008 | Igrzyska Wspólnoty Narodów młodzieży      | Pune      | bieg na 5000 m   | 3. miejsce | 2 14:11,39 |
| 2009 | Mistrzostwa świata w biegach przełajowych | Amman     | bieg juniorów    | 5. miejsce | 23:36      |
| 2009 | Mistrzostwa świata w biegach przełajowych | Amman     | drużyna juniorów | 1. miejsce |            |
| 2010 | Mistrzostwa świata w biegach przełajowych | Bydgoszcz | bieg juniorów    | 3. miejsce | 22:12      |
| 2010 | Mistrzostwa świata w biegach przełajowych | Bydgoszcz | drużyna juniorów | 1. miejsce |            |
| 2011 | Mistrzostwa Afryki w biegach przełajowych | Kapsztad  | bieg juniorów    | 1. miejsce | 23:03      |
| 2011 | Mistrzostwa Afryki w biegach przełajowych | Kapsztad  | drużyna juniorów | 1. miejsce | [ 2 ]      |
| 2012 | Mistrzostwa Afryki w biegach przełajowych | Kapsztad  | bieg juniorów    | 2. miejsce | 23:31      |
| 2013 | Mistrzostwa świata w biegach przełajowych | Bydgoszcz | bieg seniorów    | 1. miejsce | 32:45      |
| 2013 | Mistrzostwa świata w biegach przełajowych | Bydgoszcz | drużyna seniorów | 3. miejsce |            |

## Rekordy życiowe
| Konkurencja                   | Rezultat | Data           | Miejsce        |
| ----------------------------- | -------- | -------------- | -------------- |
| Bieg na 3000 metrów           | 7:40,37  | 25 maja 2012   | Ostrawa        |
| Bieg na 3000 metrów (stadion) | 13:14,56 | 22 lipca 2017  | Heusden-Zolder |
| Bieg na 5000 metrów (hala)    | 13:11,44 | 10 lutego 2012 | Düsseldorf     |